# IC 244
IC 244 је спирална галаксија у сазвјежђу Кит која се налази на листи објеката дубоког неба у Индекс каталогу.
Деклинација објекта је + 2° 43' 39" а ректасцензија 2h 39m 24,7s. Привидна величина (магнитуда) објекта IC 244 износи 14,8 а фотографска магнитуда 15,5. IC 244 је још познат и под ознакама MCG 0-7-74, CGCG 388-88, KUG 0236+025, PGC 10061.